# ستيفان هيكس
ستيفان هيكس (بالإنجليزية: Stephan Hicks)‏ مواليد 2 أبريل 1992 في لوس أنجلوس، هو لاعب كرة سلة أمريكي. بدأ مسيرته الاحترافية في سنة 2015. يلعب مع فورت واين ماد أنتس في دوري الرابطة الوطنية لفئة التطوير. يحمل الرقم 17. يبلغ طوله 6 قدم 6 بوصة (2.0 م).

## روابط خارجية
- ستيفان هيكس على موقع الدوري التايواني الممتاز لكرة السلة (الصينية)
- ستيفان هيكس على موقع سبورتس رفرنس (الإنجليزية)
- ستيفان هيكس على موقع كرة السلة الأوروبية.كوم (الإنجليزية)
- ستيفان هيكس على موقع إي إس بي إن.كوم (الإنجليزية)
- ستيفان هيكس على موقع كلية كرة السلة في سبورتس رفرنس.كوم (الإنجليزية)
- ستيفان هيكس على موقع ريلجم (الإنجليزية)
- ستيفان هيكس على موقع بروبوليرز (الإنجليزية)
- ستيفان هيكس على موقع سبورتس رفرنس (الإنجليزية)